# Koulenbergsweg
De Koulenbergsweg is een holle weg in het Heuvelland gelegen in de gemeente Voerendaal in het zuiden van de Nederlandse provincie Limburg. De weg is gelegen op de zuidoostelijke helling van de Koulenberg nabij het dorp Ransdaal en is een matig steile beklimming, die vooral bekendheid geniet in de wielersport.
De Koulenbergsweg ligt vlak ten westen van Ransdaal en vormt de verbindingsweg tussen deze plaats en de buurtschap Koulen. Het is een typische holle weg, met hoge bermen en dichte hagen aan weerszijden. De weg begint in het Ransdalerveld bij de T-splitsing met de straten Kampstraat en Langs de Ling nabij het spoorwegviaduct van de spoorlijn Heerlen - Schin op Geul en voert over een lengte van 570 meter waarna deze eindigt op het kruispunt in de buurtschap Koulen. De helling kent een hoogteverschil van 38 meter vanaf de voet op een hoogte van 102 meter boven NAP tot de top op 140 meter.